# Arawe-Inseln
Die Arawe-Inseln (auch Liebliche Inseln genannt, englisch: Gracious Islands) sind eine pazifische Inselgruppe südwestlich Neubritanniens und gehören zu Papua-Neuguinea. Sie liegen der Südküste Neubritanniens vorgelagert um das Kap Merkus, das mitunter als Arawe bezeichnet wird. Die Inseln bestehen aus gehobenem Korallenkalk.
Die Gruppe besteht aus mehreren dutzend kleineren und größeren Inseln, von denen nach Angaben aus den frühen 1990er Jahren lediglich vier (Kumbun, Pililo, Maklo und Kauptamete) bewohnt waren. Aktuelle Luftbilder zeigen auch auf der Insel Arawe Besiedlung. Die Bewohner sprechen eine als Arawe bezeichnete Sprache, die auch im Südwesten Neubritanniens gesprochen wird. Insgesamt wurden (für das Jahr 1981) 2200 Sprecher der Arawe- oder Solong-Sprache angegeben, die zu den ozeanischen Sprachen gehört. Die Inselgruppe gehört politisch zur Provinz West New Britain und geographisch zum Bismarck-Archipel.

## Geschichte
In vorkolonialer Zeit dienten die Arawe-Inseln als wichtiger Handelsposten im Handels- und Tauschnetzwerk Melanesiens. Die Inseln wurden 1827 von dem französischen Seefahrer Jules Dumont d’Urville entdeckt.
Im Zweiten Weltkrieg wurden die Inseln bekannt durch die Schlacht um Arawe zwischen alliierten und japanischen Truppen um den Jahreswechsel 1943/44.

## Hauptinseln
- Kumbun, Größenangabe[6] 5 km²
- Maklo, 3 km²
- Kauptimete (auch Kauptamete)
- Arawe (auch Adwe), 0,8 km²
- Pililo (auch Pilelo), 2,5 km²
- Agussak (auch Ausak), 1,3 km²